# Perukmakare

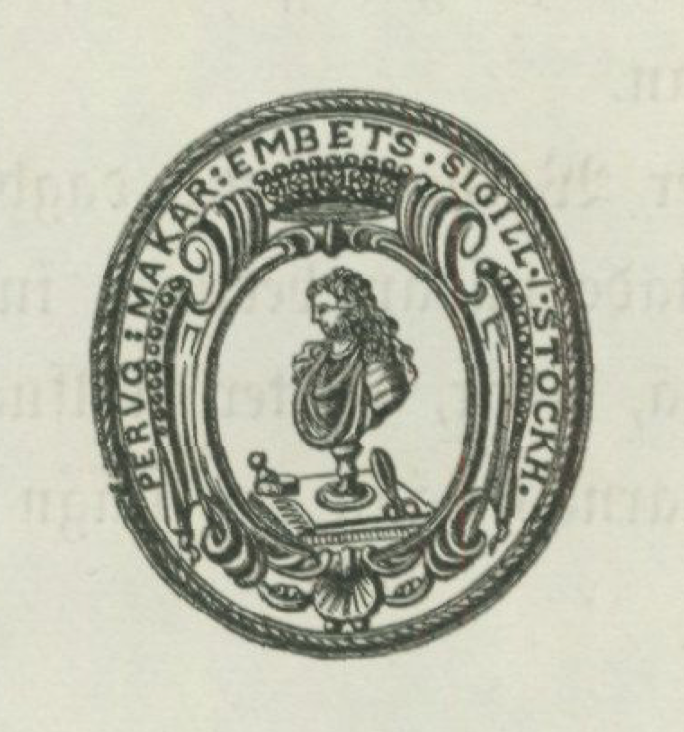
Perukmakarämbetets sigill från 1720.

Perukmakare var tidigare frisörer som tillverkade peruker – en tillverkning som tog fart under 1600-talet. Det fanns även ett skrå för perukmakare: perukmakareämbetet. I dess bestämmelser stod det under 1700-talet att gesäller inte fick handla med hår eller bearbeta hår utan en mästers vetskap. Den som bröt mot denna bestämmelse bestraffades med böter.
Perukmakaren skapade sig en hög status i samhället, och folk inom hovet vände sig ofta till en frisör för att få hjälp med sitt hår eller sin peruk. I en resolution av den 15 december 1756 står att det inte "må tillkomma perukmakareämbetet att frisera och kamma dem som brukar eget hår". Om någon ville bli friserad i hemmet skulle det utföras av perukmakarmästarens lärpojke eller av "kvinnfolk", anställda i ämbetet. När en perukmästare dog övergick hans rättigheter till änkan, så många gesäller gifte sig med en mästers änka för att komma med i skrået. Sedan när perukens storhetstid var över blev det svårare tider för perukmakarna. Skrået avskaffades 1846.
Nuvarande perukmakare sysslar med hela och halva peruker, toupéer, lösmustascher, skägg och polisonger. Liksom i frisöryrket krävs det av en perukmakare en stor konstnärlig känsla.